# Praia de Emboaca
Vista da praia de Emboaca
Emboaca é uma praia localizada no município de Trairi, estado do Ceará. É uma praia com dunas e piscinas naturais, nela também está localizada uma vila de pescadores.
O acesso a partir da capital cearense pode ser feito pela BR-222 ou também pela CE-385 (via Estruturante). A praia de fica a 10 km da cidade de Trairi, por estrada asfaltada, estando localizada entre as praias de Fleixeiras e Mundaú.
A praia é abrangida pela Área de proteção Ambiental da Praia de Mundaú, emboaca e Fleixeiras, conforme decreto municipal n.º 022, de 15 de abril de 2020.